# 八木祐四郎

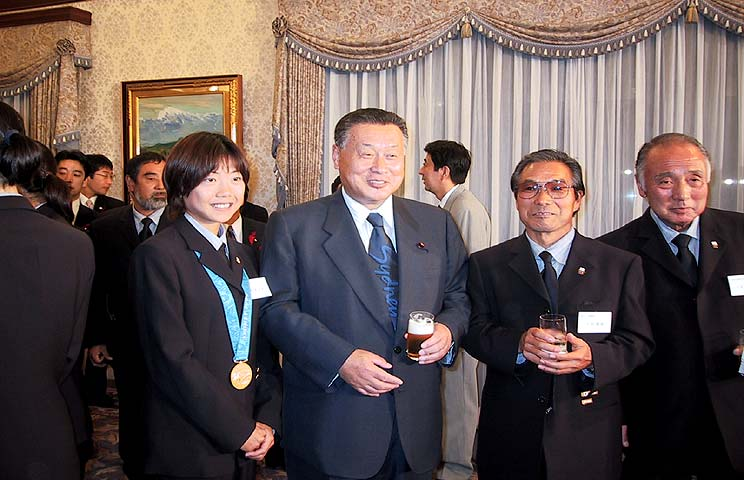
2000年、（左から）高橋尚子、森喜朗、小出義雄、八木

八木 祐四郎（やぎ ゆうしろう、1929年8月21日 - 2001年9月9日）は、日本の実業家。
北海道枝幸郡中頓別村（現・中頓別町）出身。旧制旭川中学校（現北海道旭川東高等学校）、日本大学法学部法律科卒業。卒業後は国民生活金融公庫に勤務する傍ら、スキー指導に携わり、母校日本大学スキー部監督や全日本スキー連盟専務理事、全国ビルメンテナンス協会会長、日本オリンピック委員会会長を歴任した。

## 略歴
- 1952年（昭和27年） 国民金融公庫（現株式会社日本政策金融公庫）に入社
- 1953年（昭和28年） 日本大学スキー部代理監督
- 1955年（昭和30年） 日本大学スキー部監督
- 1957年（昭和32年） 国民金融公庫を退職し、東京美装興業株式会社を創業
- 1964年（昭和39年） 日本ファックスホン販売株式会社社長

### 役員歴
- 1956年（昭和31年） 全日本学生スキー連盟常務理事
- 1960年（昭和35年） 全日本スキー連盟理事
- 1962年（昭和37年） 東京ビルメンテナンス協会理事
- 1972年（昭和47年） 札幌オリンピックバイアスロン競技日本チーム監督
- 1980年（昭和55年） 財団法人ビル管理教育センター理事
- 1984年（昭和59年） 全日本学生スキー連盟理事長
- 1987年（昭和62年） 東京ビルメンテナンス協会会長
- 1987年（昭和62年） 全国ビルメンテナンス協会会長
- 1988年（昭和63年） カルガリーオリンピックスキー競技本部長
- 1990年（平成2年） 全日本スキー連盟専務理事
- 1992年（平成4年） アルベールビルオリンピック副団長
- 1994年（平成6年） リレハンメルオリンピック副団長
- 1995年（平成7年） 日本オリンピック委員会専務理事
- 1998年（平成10年） 長野オリンピック冬季大会日本選手団団長
- 1999年（平成11年） 日本オリンピック委員会会長

### 受賞歴
- 1985年（昭和60年） 藍綬褒章受章
- 1992年（平成4年） スポーツ功労者表彰
- 1994年（平成6年） スポーツ功労者表彰
- 1995年（平成7年） 藍綬褒章再受章
- 1997年（平成9年） オリンピック・オーダー選出
- 1998年（平成10年） スポーツ功労者表彰
- 2001年（平成13年） 従四位・勲二等瑞宝章追贈

## 著書
- 『ビルメンテナンスのすべて』（東洋経済新報社、1984年→ 新版1994年）
- 『目で見るビルメンテナンスのすべて』（東京美装興業、彰国社発売、1986年）
- 『心に闘魂の火を燃やせ - ビジネスマンをどう生きるか』（ダイヤモンド社、1988年）

### 記事
- CiNiii>八木祐四郎